# Amaxia ornata
Amaxia ornata là một loài bướm đêm thuộc phân họ Arctiinae, họ Erebidae.